# République populaire de Mongolie-Intérieure
9 septembre – 6 novembre 1945
Entités suivantes :
- République de Chine

La république populaire de Mongolie-Intérieure est un ancien État éphémère de Mongolie-Intérieure fondé peu après la Seconde Guerre mondiale. Elle exista du 9 septembre au 6 novembre 1945.

## Histoire
Au cours de la seconde guerre sino-japonaise, les Japonais avaient créé un État fantoche en Mongolie-Intérieure appelé Mengjiang. Le Mengjiang fut dissous par l'invasion des troupes soviétiques et mongoles en août 1945. Le 9 septembre 1945, un congrès des « représentants du peuple » se tint dans ce qui est maintenant la bannière droite de Sonid. Le congrès réunit 80 représentants du Chahar, du Xilingol et du Siziwang. Le congrès proclama la république populaire de Mongolie-Intérieure et un gouvernement provisoire de 27 membres fut élu, dont 11 étaient au sein du Comité permanent.
Le Parti communiste chinois prit en compte le gouvernement, craignant le séparatisme. Le PCC envoya Ulanhu prendre le contrôle de la situation et il a ordonné que le gouvernement de la Mongolie-Intérieure fût dissout. Le 1er mai 1947 fut fondée le Gouvernement autonome de Mongolie-Intérieure.